# 王岗镇 (哈尔滨市)
王岗镇是中国黑龙江省哈尔滨市南岗区下辖的一个镇，建于1985年，位于市区南部。

## 行政区划
王岗镇下辖以下地区：
农机社区、机校社区、新铁社区、农垦社区、哈达村、永丰村、振兴村、红星村、永红村、卫星村、兴利村、靠山村、房身村、兴隆村、华滨村和新胜村。

## 交通
- 京哈铁路：王岗站
- 102国道过境。